# Теситура
Теситура (італ. tessitura — тканина) — переважне розташування звуків за висотою в музичному творі відповідно до діапазону голосу (вокалу) або до музичного інструменту. Вокальна техніка дозволяє збільшити цей діапазон звуків, які можуть бути видані голосом без труднощів з однаковою гучністю та гарною якістю тембру, за рахунок роботи над диханням і голосовими вправами співаків. Розрізняють високу, середню і низьку теситури, відповідно до можливостей високих, середніх і низьких співочих голосів чи різновидів музичних інструментів.